# 고피오

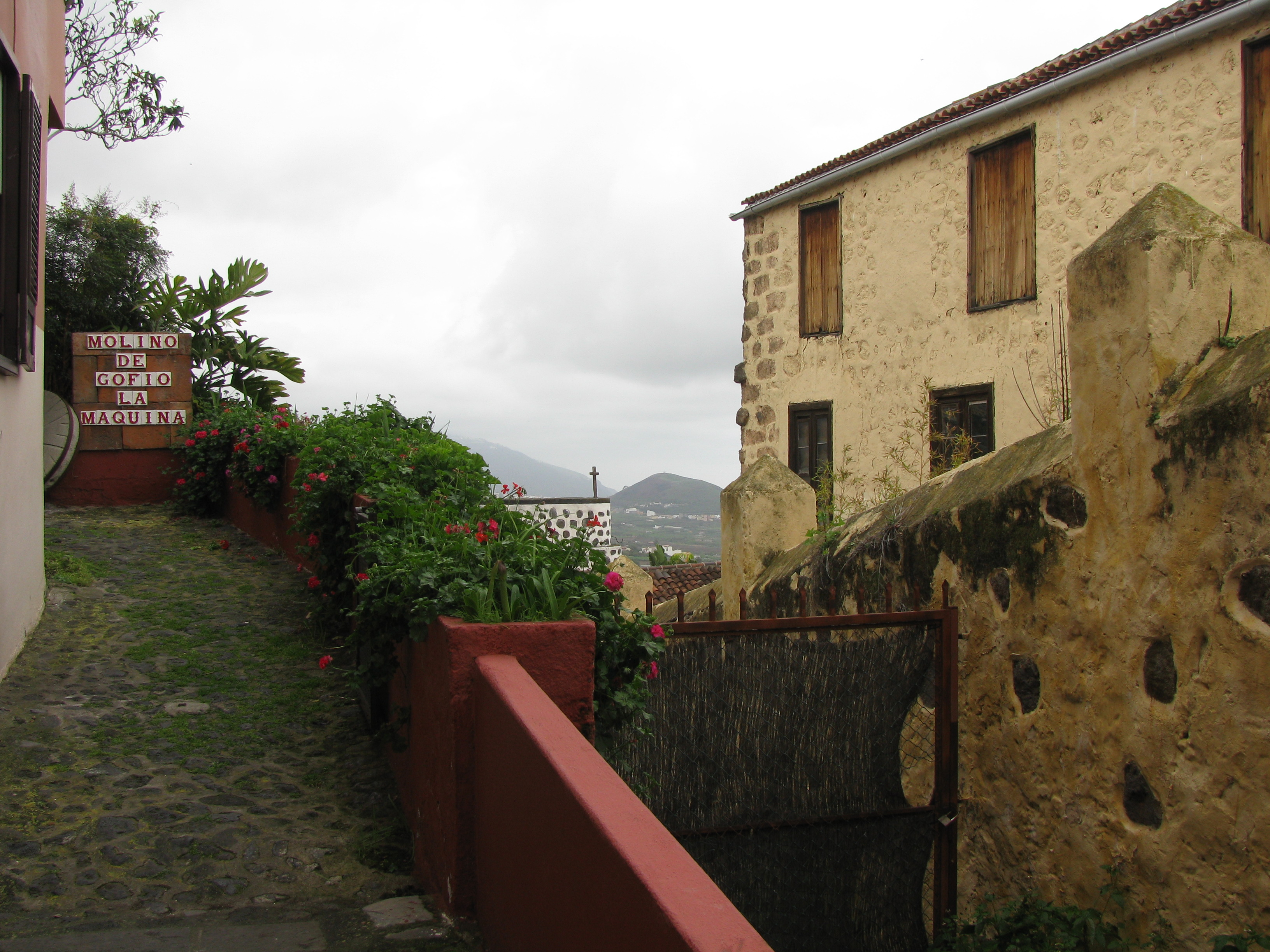
고피오 방앗간, 라 오로타바, 테네리페

고피오(Gofio)는 카나리아 제도의 곡분으로, 볶은 곡물(주로 밀 또는 특정 종류의 옥수수)이나 다른 전분 식물(예: 두류 및 역사적으로 양치류 뿌리)로 만들어지며, 일부 종류에는 약간의 소금이 첨가된다. 고피오는 한동안 카나리아 요리에서 중요한 재료였으며, 카나리아 이민자들이 카리브 제도(특히 쿠바, 도미니카 공화국, 푸에르토리코, 베네수엘라)와 서사하라에 그 사용법을 전파했다. 반죽, 국에 녹여 먹기, 굽기 등 다양한 방법으로 활용되며, 증점제로도 사용될 수 있다. 또한 아르헨티나, 우루과이, 칠레에서도 발견되는데, 이곳에서는 하리나 토스타다(harina tostada)로 알려져 있으며 다양한 요리에 사용된다. 카나리아 제도에서 상업적으로 판매되는 고피오는 스페인어 스페인 왕립 학술원 사전에 정의된 것과 달리 항상 일반 밀가루처럼 곱게 갈려 있다.
2014년, 고피오 카나리오(Gofio Canario)라는 이름이 유럽 연합 집행위원회에 의해 원산지 명칭 보호 및 지리적 표시 보호 등록부에 추가되었다.

## 요소

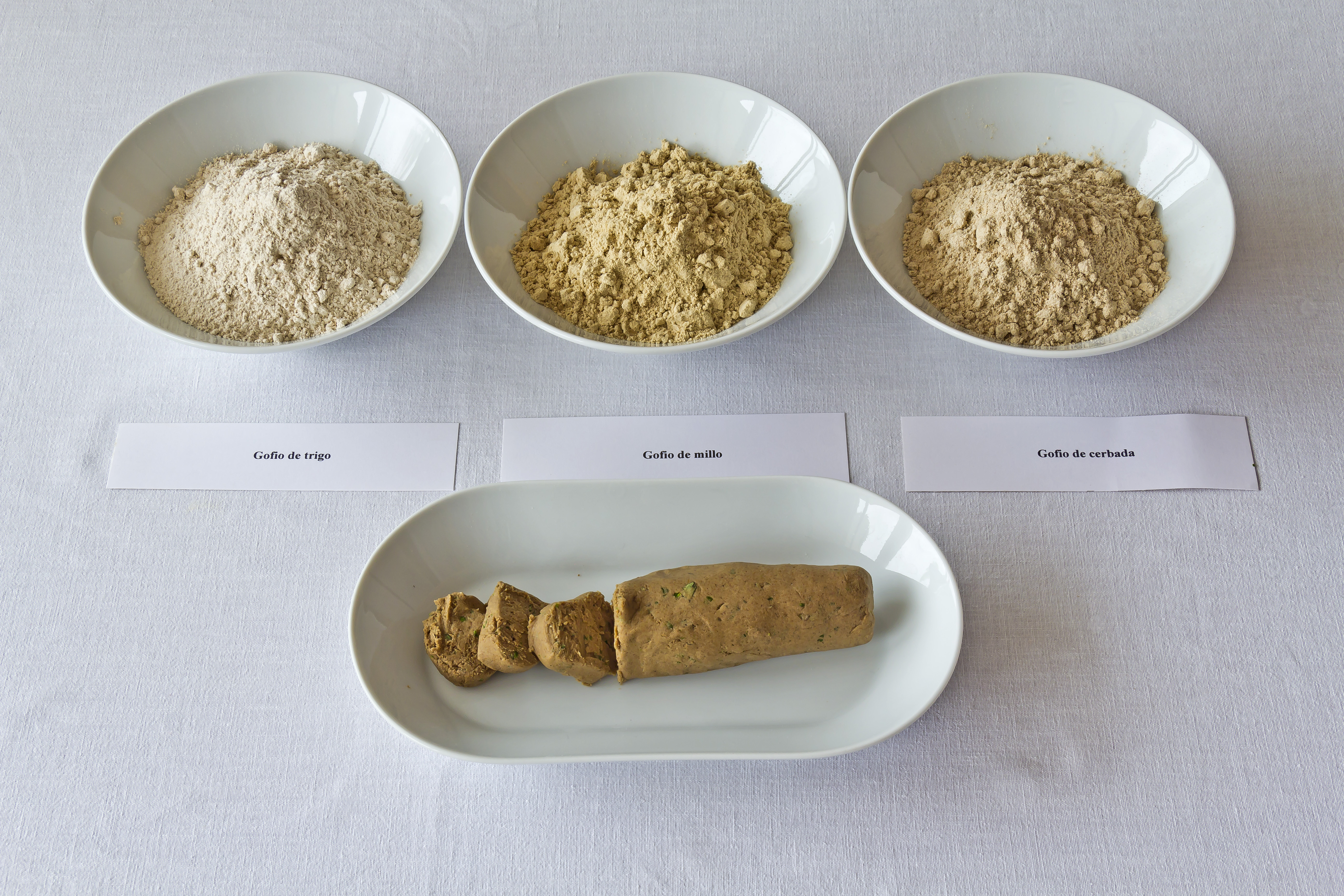

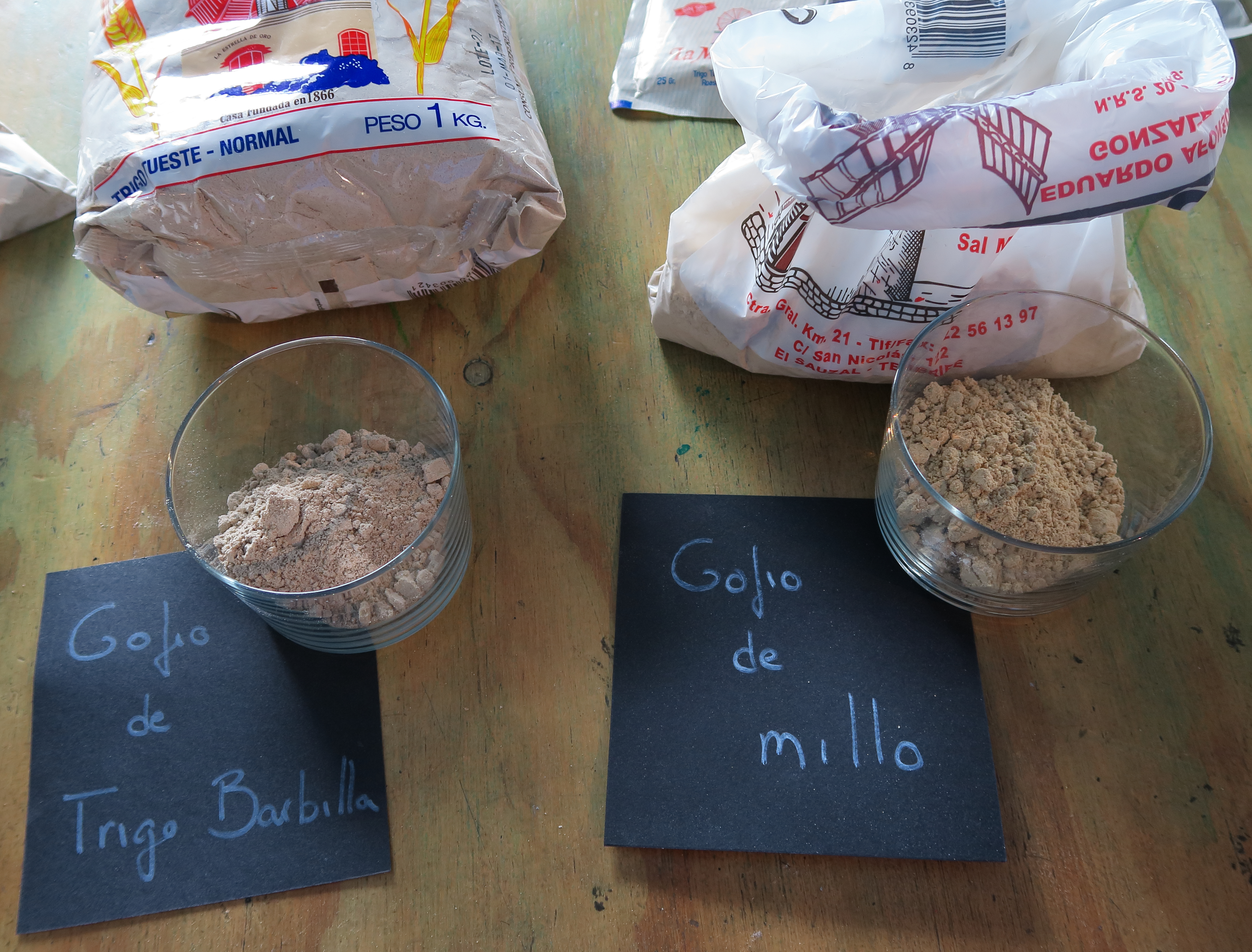

고피오는 카나리아 제도의 원주민인 관체인의 주요 주식 (음식)이었던 것으로 여겨지며, 그들은 보리와 특정 고사리의 땅속줄기로 이를 만들었다. 후자는 역사적으로, 특히 기근 시기에 20세기까지도 사용된 것으로 알려져 있다. 고피오는 그란카나리아섬의 원주민 언어에서 유래한 이름이며, 인근 테네리페섬에서는 아호렌(ahoren)으로 알려졌다. 관체인의 대다수가 유래한 북아프리카의 베르베르족에게는 음식으로 비슷한 용도로 사용되는 볶은 보리 가루인 아르쿨(arkul)이 존재했다. 모로코에서는 볶은 밀가루를 아몬드 페이스트, 꿀, 아르간 오일, 아니스, 회향, 참깨 등과 섞어 "셀로우(sellou)"(일부 지역에서는 "자미타(zamita)" 또는 "슬릴루(slilou)"라고도 함)라는 달콤한 페이스트를 만드는데, 이는 긴 보존 기간과 높은 영양가로 유명하다. 고피오는 1970년 토르 헤위에르달의 "라 II" 탐험대가 카나리아 해류를 이용하여 파피루스 배를 타고 대서양을 횡단할 때의 식량 중 하나였다.
볶은 곡물로 만든 밀가루는 전 세계 다른 미식학에서도 알려져 있는데, 특히 티베트의 잠바가 유명하다. 제분 전에 곡물을 볶는 것은 곰팡이와 곰팡이 독소를 파괴하여 보관 상태가 좋지 않은 곡물도 사용할 수 있게 하며, 더 복합적인 당류를 생성하여 풍미를 향상시키는 장점이 있다. 예를 들어, 양조 산업에서 맥아 보리를 만드는 데 사용되는 온도보다 훨씬 높은 전통적인 로스팅 과정은 전분과 단백질을 부분적으로 분해하여 소화를 돕는 효과도 있다.
고피오와 젖, 설탕 그리고 물은 스페인의 영향과 카나리아 제도와의 근접성 때문에 서사하라에서 매우 인기 있는 음료이다.

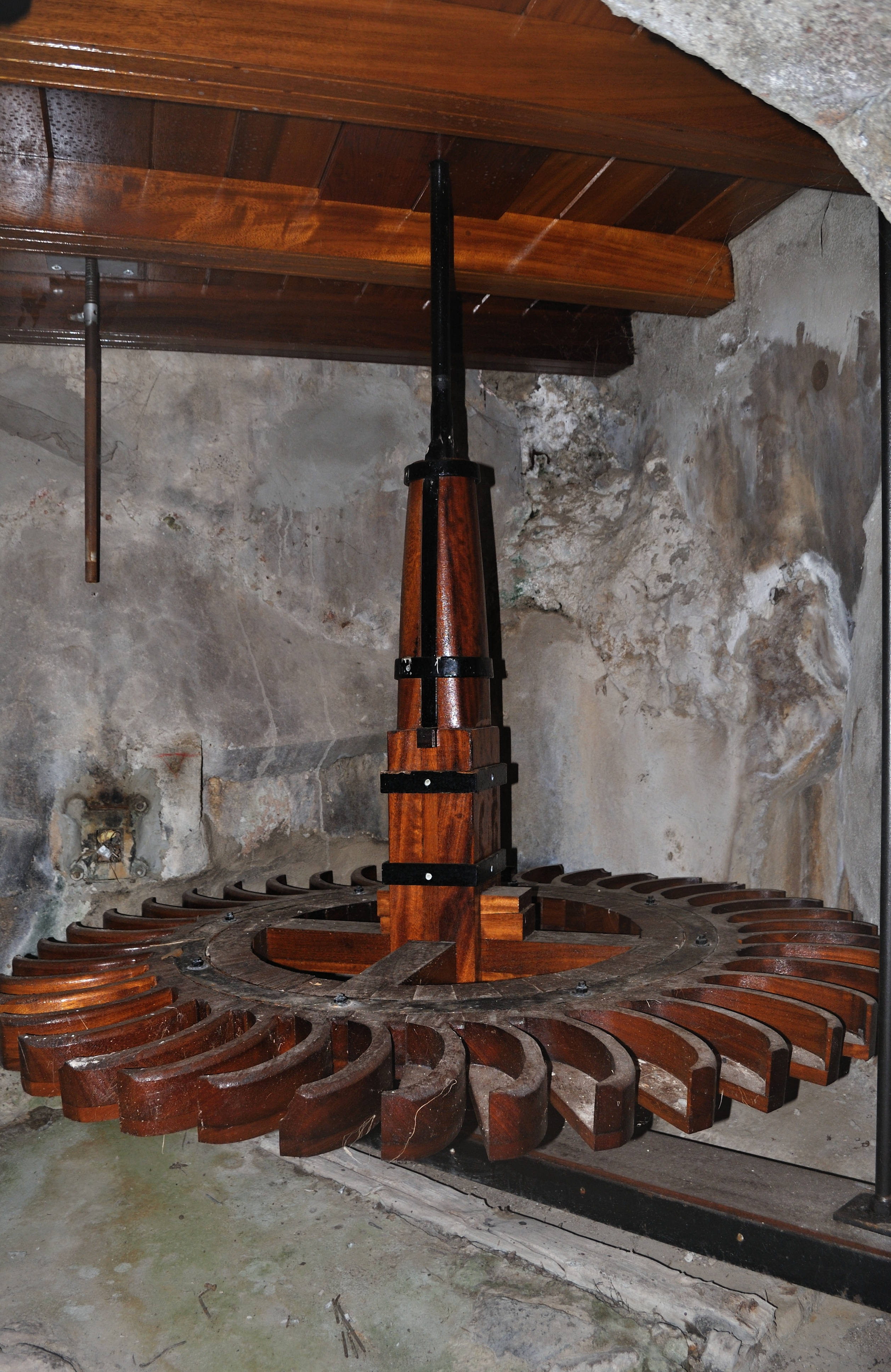
곡물 수력 가공용 바퀴

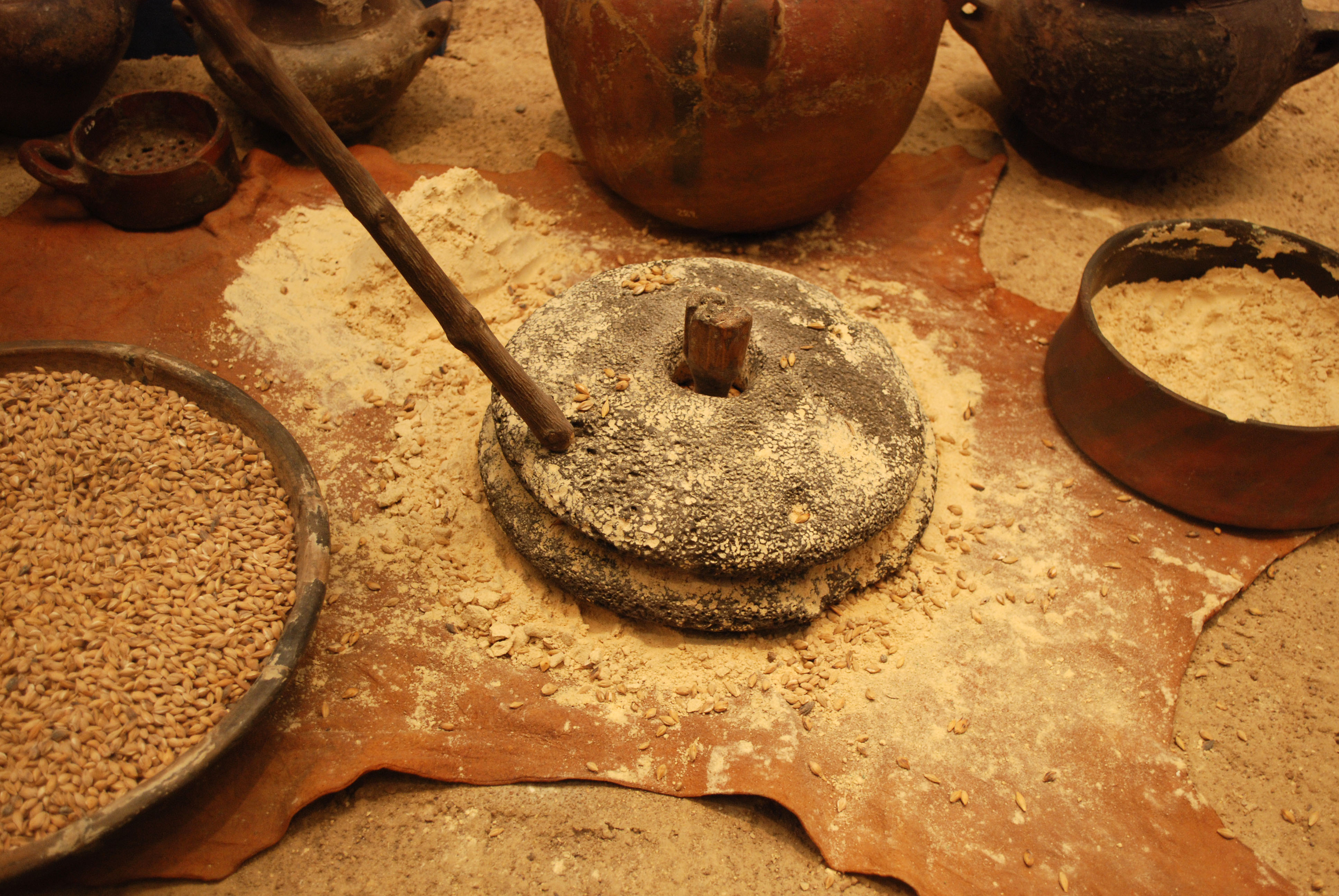
돌절구를 이용한 곡물 분쇄 과정

카나리아 제도의 고피오는 현재 여러 종류의 곡물과 콩류로 생산된다. 옥수수와 밀이 가장 일반적으로 사용되는 곡물이지만, 이들과 호밀, 보리 등을 혼합한 다양한 제품도 상점에서 쉽게 구할 수 있다. 푸에르테벤투라섬에서는 병아리콩과 루핀 콩으로 만든 고피오뿐만 아니라 그곳에서 자생하는 다른 야생 식물로도 생산된다.

## 카나리아 음식에서의 활용
고피오는 국, 스튜, 후식, 아이스크림, 소스 (음식) 등 다양한 요리에 활용될 수 있는 다재다능한 제품이다. 비타민, 단백질, 식이 섬유, 미네랄이 매우 풍부하다. 카나리아 제도 선원들에게 선호되었는데, 오랫동안 보관하면서도 영양을 유지하기 때문이다. 스페인 내전 후 어려운 시기에는 카나리아 제도 식단에서 매우 중요한 부분이었다. 약간의 물과 설탕을 섞어 반죽하면(전통적으로 염소 가죽 주머니 안에서) 그대로 먹을 수 있는 반죽 같은 혼합물이 되며, 농민 노동자들이 들판에서 전통적으로 이런 방식으로 사용했다. 오늘날 가장 흔한 용도는 소량의 젖에 넣어 건강하고 편리한 아침 식사를 만들거나, 식탁에서 국이나 스튜를 걸쭉하게 만드는 것이다. 또 다른 인기 있는 형태는 고피오 에스칼다도("데친 고피오") 또는 에스칼돈으로, 스튜나 국의 육수와 섞어 걸쭉한 죽처럼 만든 다음 같은 스튜나 국과 함께 제공된다. 고피오를 활용한 현대적인 제품으로는 아이스크림, 무스, 기타 젖 디저트, 에너지바, 심지어 2000년경에 잠시 판매되었던 볼칸(Volcan)이라는 맥주도 있다.

## 다른 지역에서의 활용
카리브 제도에서 고피오는 그대로 먹는 간식이다. 푸에르토리코와 도미니카 공화국에서는 고피오에 설탕을 첨가하여 사탕으로 판매하며, 때로는 종이컵에 담아 제공하기도 한다.
아르헨티나와 칠레의 원주민들은 스페인인들이 도착하기 전부터 고피오와 같은 방법으로 만든 옥수수 요리를 가지고 있었다. 밀과 보리가 도입되면서 옥수수는 이들로 대체되었다. 남아메리카와 카리브해의 다른 지역에서 고피오가 준비된 것은 카나리아인들의 도착 때문이었다. 고피오는 아르헨티나, 칠레, 파나마, 베네수엘라, 우루과이 등 여러 나라에서 설탕과 함께 건조하게 또는 젖과 함께 섭취된다.

## 같이 보기
- 그리츠
- 피놀레
- Máchica
- 미숫가루